# Wilhelminapark (Zeist)
Het Wilhelminapark is een stadspark in de Nederlandse stad Zeist. Het park is in 1881 naar een ontwerp van Hendrik Copijn aangelegd, aanvankelijk onder de naam Zeisterpark.
Het park ligt in het centrum van Zeist, omgeven door monumentale woningen, en heeft een rijke variatie aan bomen en struiken. Het Wilhelminapark ontleent zijn naam aan koningin Wilhelmina.
Dit park is wat afmeting betreft minder groot dan zijn naamgenoot in Utrecht. Toch is er wel enige overeenkomst, net als in Utrecht is dit park omgeven door herenhuizen. Er is ook een vijver.
Het Wilhelminapark wordt geheel omgeven door de Woudenbergseweg gescheiden door huizen en de Huydecoperweg die er direct aan grenst.

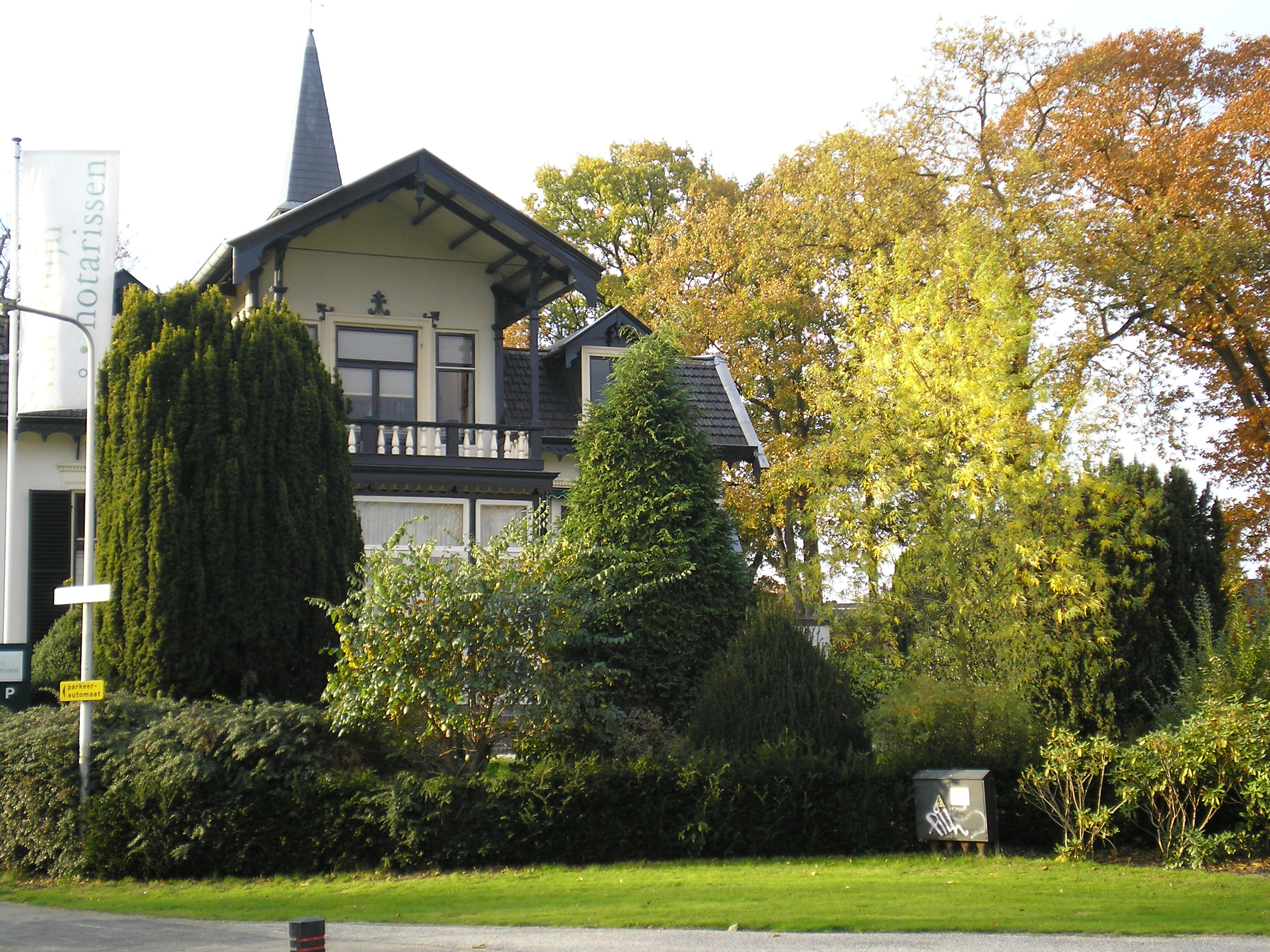
Een van de toegangswegen tot het park met de ernaast gelegen Villa Gurnigel aan de Woudenbergseweg 5 te Zeist
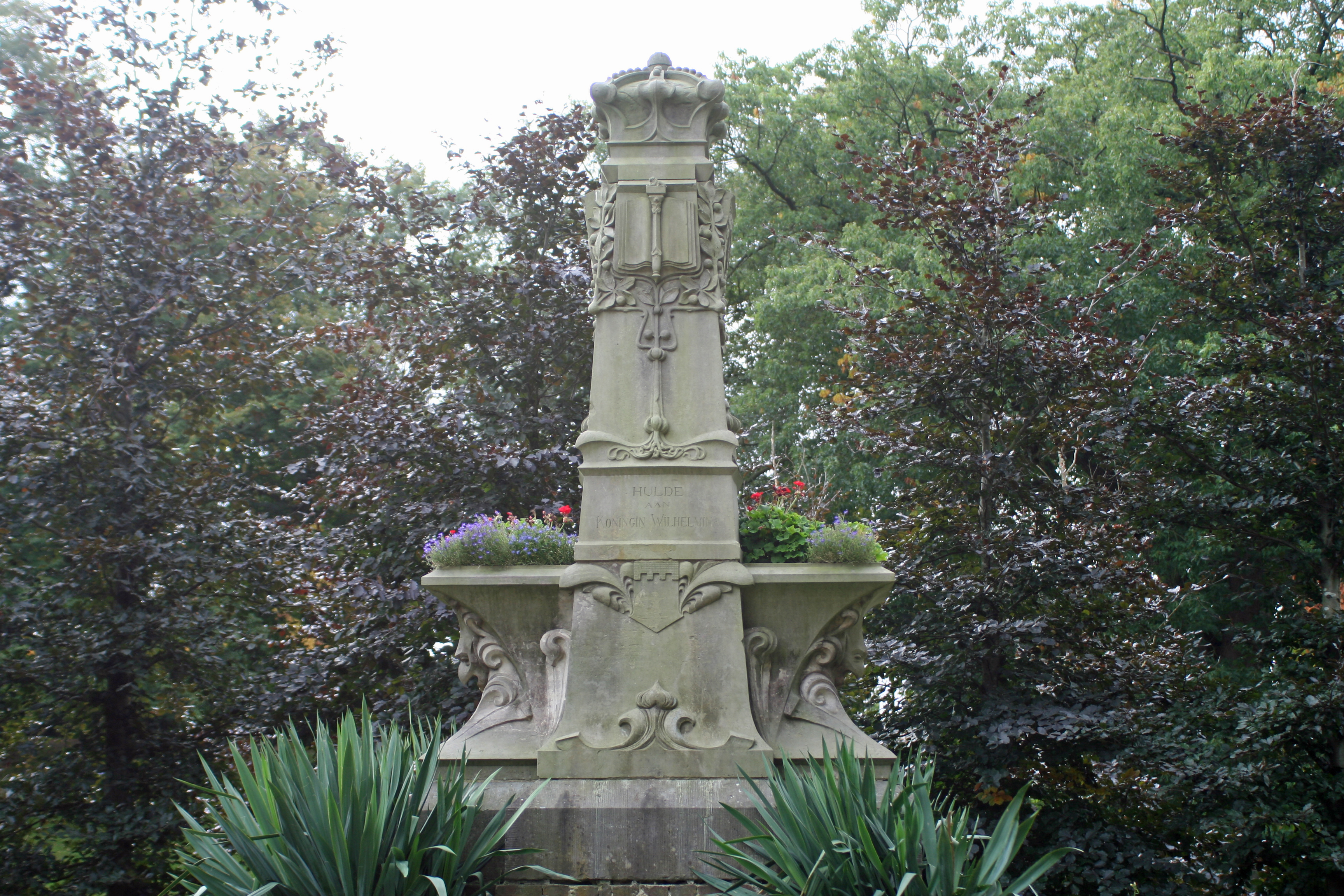
Wilhelminamonument aan de Huydecoperweg en het Wilhelminapark te Zeist (rijksmonument 1898)